# Arte di Calimala
Pour les articles homonymes, voir Calimala.

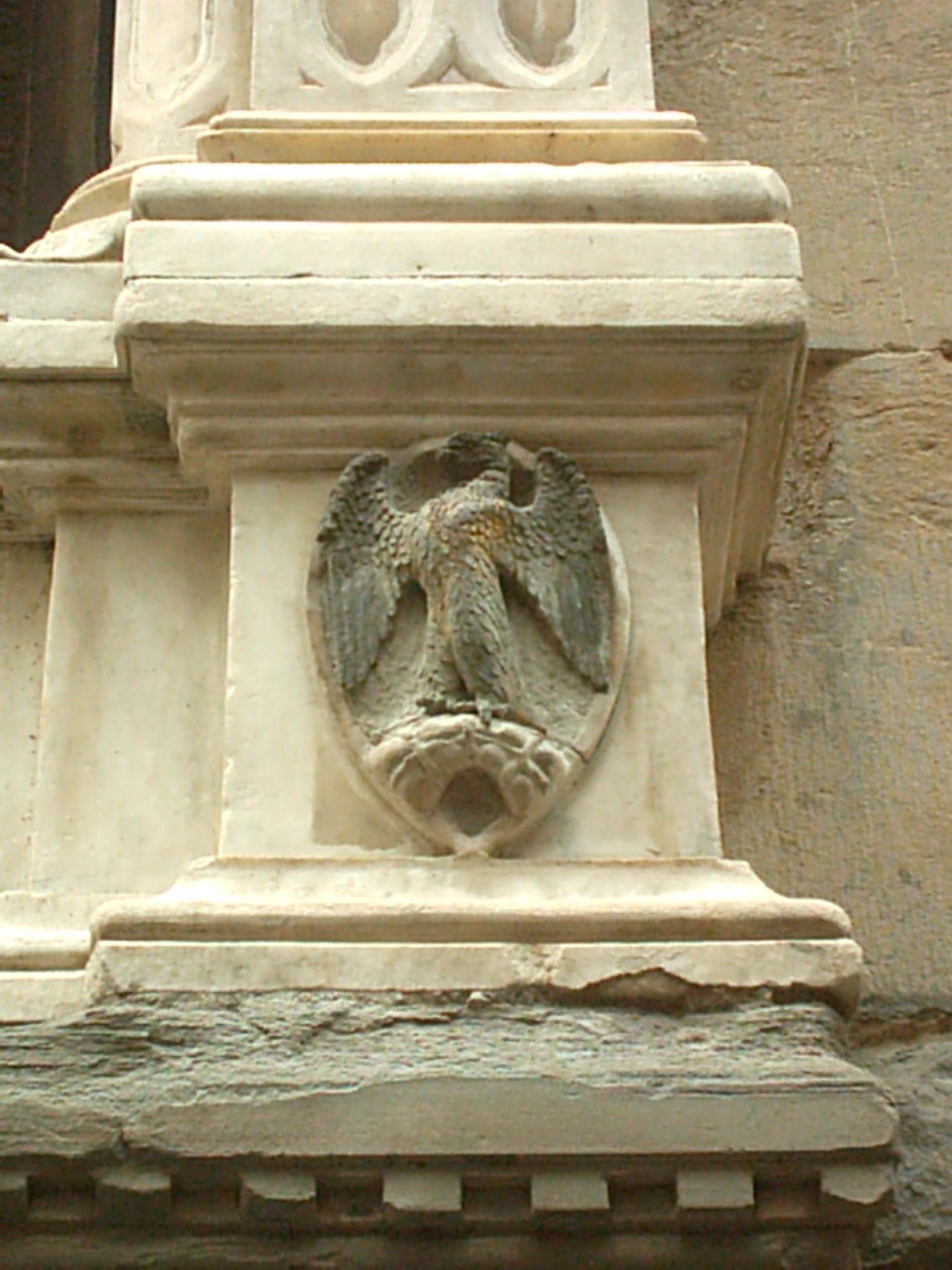
Blason de l'Arte di Calimala sur Orsanmichele.

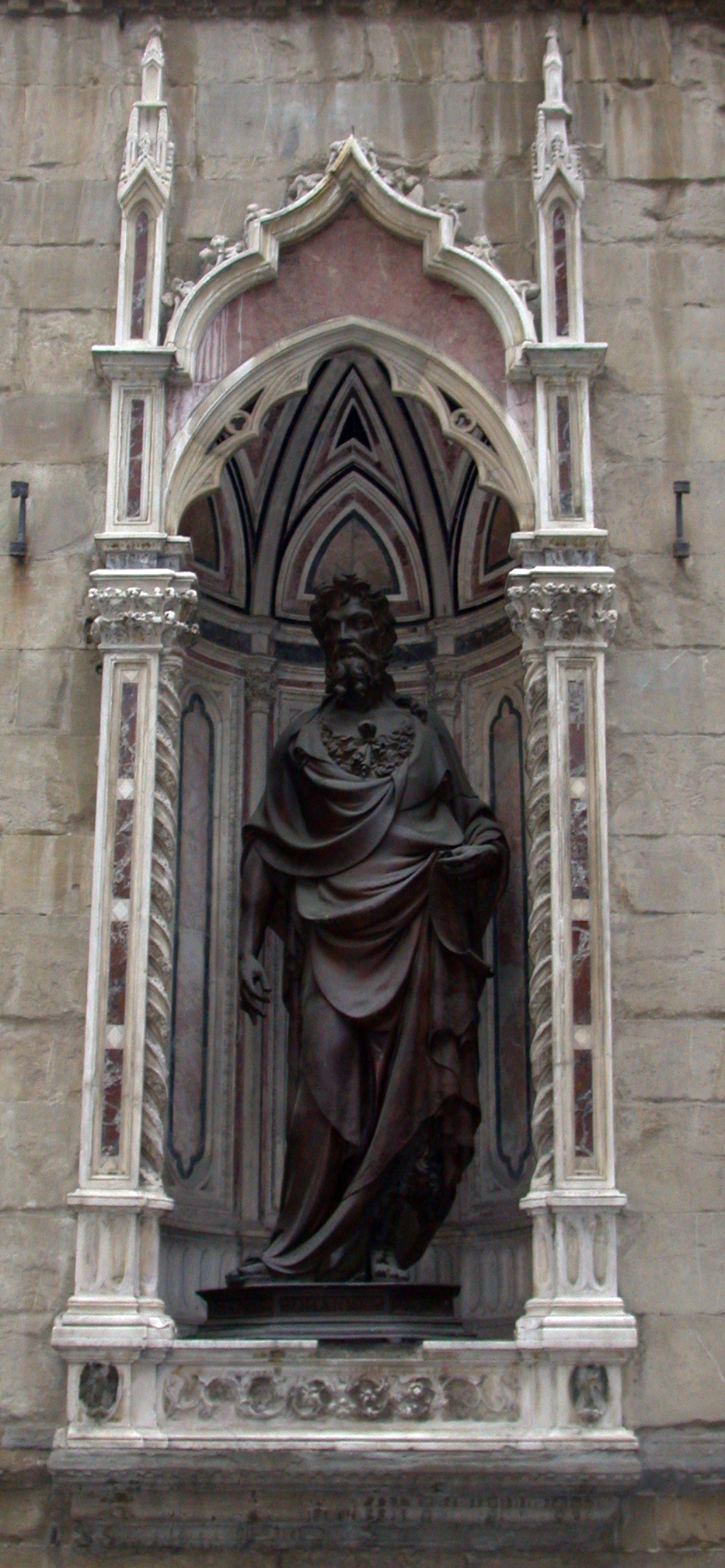
Statue du saint patron, saint Jean-Baptiste par Lorenzo Ghiberti à Orsanmichele.

L'Arte di Calimala est la riche corporation marchande de Florence du Change et de la Laine (Cambio e Lana), qui joua un rôle très important dans l'histoire de la laine et du drap à la fin du XIIIe siècle à Florence, l'époque où la ville devient une puissance industrielle, puis fut investie un siècle et demi plus tard par la famille Médicis.

## Origine
La corporation achète à la fin du XIIIe siècle de grandes quantités de laine en Angleterre. Plus tard, elle produit des draps affinés de ceux qu'elle achète, écrus des Flandres, d'Angleterre et de France ; comme elle fait le négoce elle-même de ses draps dont le fini était réputé dans toute l'Europe, elle crée la première banque commerciale du Moyen Âge.
Son nom vient peut-être du nom de la « rue(lle) mal famée » de ses entrepôts où étaient traités les draps écrus ou de l'origine romaine de son nom qui serait calis malus.
Dès 1193, d'autres riches corporations marchandes (Arti) sont constituées au milieu du XIIe siècle. Elles naissent d'une societas mercatorum de trois consuls en réaction d'opposition à la societas militium des aristocrates et de leurs alliés de la grande bourgeoisie, le popolo grasso.
Elle comporte également chacune un chef militaire : le podestat, étranger choisi pour régler les problèmes de police.

## Au Moyen Âge
Les sept Arti maggiori, dit Arti di Calimala, se développent dès le milieu du XIIIe siècle et à partir de 1289, d'autres, dits « arts mineurs » ou Arti minori.
L’importance de Calimala grandit et son négoce s'étend ensuite aux importations d'épices, de parfums, de bijoux, d'étoffes précieuses, et d'exportation de blé.
Elle prend une importance certaine dans l'activité économique de la ville de Florence et également dans ses rapports avec la gestion de la ville et des arts qui s'y développent. 
Son rayonnement économique dans l'Europe entière, participera à la diffusion des arts également dans cette zone d'influence.
Ainsi Calimala commandite et finance plusieurs œuvres des édifices religieux de Florence :
- elle organise un concours pour la porte nord du baptistère de Florence, remporté par Lorenzo Ghiberti ;
- satisfaite, elle commande au même la porte orientale, réalisée de 1425 à 1452, dite Porte du Paradis ;
- toujours à Ghiberti est demandée la statue de saint Jean-Baptiste, patron de Calimala, pour une des niches extérieures de la chapelle Orsanmichele ;
- ainsi que l'autel d'argent du baptistère visible au musée de l’Opéra du Dôme (sa réalisation agrémentée d'émaux et de dorures nécessitera 400 kg d'argent) ;
- la châsse pour la relique de l'index de saint Jean-Baptiste, décorée d'or, d'argent et de perles (détruite pendant les inondations de 1557 et remplacée depuis) ;
- la façade et le couvent de l'église San Miniato al Monte, au sommet de laquelle fut placé un aigle d'or, armes de Calimala, en 1401 ;
- le Caroccio, char guerrier, du baptistère Saint-Jean, orné de marbres précieux et de mosaïques et restauré par leurs soins en 1280.

## Suite historique
Calimala deviendra ensuite la banque de l'Europe complétant la lettre de change adoptée depuis le XIIIe siècle, par le florin d'or, initiatrice de la comptabilité en partie double et de l'assurance-vie.
Elle perdra sa place au XVe siècle, remplacée par les Allemands, Espagnols et Génois à la suite des périodes de troubles et surtout de la Grande Peste.

## Saint patron
- Saint Jean-Baptiste représenté par une statue de Lorenzo Ghiberti,  dans une des niches (tabernacoli) de l'église d'Orsanmichele.

## Membres illustres de la corporation
- Les membres des familles florentines des  Albizzi, des Pazzi et des  Strozzi.